# Музей-усадьба В. Г. Белинского
Государственный музей-усадьба В. Г. Белинского — дом-музей Виссариона Григорьевича Белинского, находящийся в г. Белинский Пензенской области.

## История создания
Музей был создан в июне 1938 году при поддержке Н. К. Крупской. Первый директор музея — Александр Иванович Храмов (1901—1958).
Первоначально размещался в доме, где проживала семья Белинских. В 1942 музею было передано здание бывшего Чембарского уездного училища. В мае 1969 дом-музей преобразован в музей-усадьбу В. Г. Белинского.
В 1971 году на территории музея-усадьбы была установлена бронзовая скульптура «Белинский-гимназист». С 1975 года музей-усадьба входит как филиал в объединение литературно-мемориальных музеев Пензенской области.
В 1992 году с бывшей турбазы «Чембар» на территорию музея была перенесена скульптура «Журавушка» (автор — В. П. Пензин), символ города, изображённый на его гербе.

## Экспозиции музея
В состав музея входят 3 здания — дом Белинских, здание Чембарского уездного училища, бывший дом купца Ф. И. Антюшина.
Дом Белинских — деревянный, на каменном фундаменте, с семью комнатами и кухней, покрыт тёсом. В нём безвыездно с 1816 по 1825 жил Белинский. Сюда он регулярно приезжал на каникулы, будучи учеником Пензенской гимназии, с 1825 по 1829, летом 1830 был здесь в последний раз, после 1-го курса Московского университета. В доме размещается мемориально-бытовая экспозиция «Семья Белинских» — здесь представлены мемориальные вещи, книги из личной библиотеки критика, предметы обстановки и быта.
В Чембарском уездном училище Белинский учился с 1822 по 1825. В экспозиции воссозданы интерьеры классных комнат училища и Пензенской гимназии. В большом количестве представлены учебники, учебные пособия, произведения русских и зарубежных писателей XVIII—XIX вв.
В бывшем доме купца Ф. И. Антюшина с июня 1986 г. размещается литературная экспозиция, рассказывающая о жизни и творчестве Белинского в Москве и Петербурге. На основе прижизненных изданий писателей, предшественников и современников Белинского, его критических статей и заметок, предметов быта, изобразительных материалов широко представлена история русской литературы конца XVIII — 1-й половины XIX вв.
Периодически, с самого открытия экспозиции в антюшинском доме, по инициативе бывшего директора музея И. А. Гераськина здесь проводятся литературные гостиные, продолжающие традиции салонов XIX века, на которые приглашаются поэты, писатели и учёные из Пензы, Москвы и Петербурга.